# Симићев Салаш
Симићев салаш је меморијални природни споменик у близини Кикинде. Подигнут је 1964. године, у част Кикиндског партизанског одреда.
На Симићевом салашу се на почетку Другог светског рата, налазила база Кикиндског партизанског одреда. Немачке јединице откриле су позицију Одреда, опколиле га и напале 4. августа 1941. У борби је погинуло седамнаест партизана, међу којима Угљеша Терзин, командант и Радован Трнић политички комесар Одреда. На салашу се налази и импозантан споменик аутора Рудолфа Матутиновића, такође посвећен борцима Кикиндског партизанског одреда.
Симићев салаш био је стављен под заштиту због аутотохних врста дрвећа у крају са ниском шумовитошћу. Међутим, због губитка вредности које је имао у време настанка, заштита је скинута. Данас је Симићев салаш једно од најмасовнијих излетишта Кикинђана током првомајских празника.